# East Ilsley
East Ilsley est une paroisse civile et un village du Berkshire, en Angleterre.